# Elsie Maréchal (young Elsie)
Ne doit pas être confondu avec Elsie Maréchal.
Elsie Maréchal, surnommée Young Elsie, née à Coblence en Allemagne, le 7 juin 1924 et morte à Walhain-Saint-Paul, le 21 juin 2022, est une résistante belge de la Seconde Guerre mondiale. Elle prend une part active dans le réseau Comète et permet à des aviateurs alliés et à des résistants de rejoindre l'Angleterre via l'Espagne de mars 1941 à novembre 1942, date de son arrestation. Jugée à Bruxelles par un tribunal militaire allemand après des mois d'interrogatoire et de tortures, elle et ses parents, Georges Maréchal et Elsie Maréchal-Bell, sont condamnés à mort. Son père est exécuté au Tir national, le 20 octobre 1943. Elsie et sa mère, déclarées Nacht und Nebel, sont déportées le 1er janvier 1944. Elles connaissent plusieurs camps et prisons dont Waldheim, Ravensbrück et finalement le camp d'extermination par le travail de Mauthausen d'où elles sont libérées par la Croix-Rouge fin avril 1945.

## Éléments biographiques
Les parents d'Elsie Maréchal, Georges Maréchal et Elsie Mary Bell se marient à Londres, en 1920. Georges est . Elsie Jeanne Pierrette, naît le 7 juin 1924 à Coblence où son père est affecté à la commission belge chargée de l'application du Traité de Versailles. Elle est la seule enfant du couple à atteindre l'âge adulte avec son plus jeune frère Robert.
Fin 1929, l'occupation de la Rhénanie ayant prématurément cessé, la famille rentre à Bruxelles. Georges Maréchal travaille dans une compagnie pétrolière et la famille s'installe dans un petit appartement à Laeken, puis à Schaerbeek. Les deux enfants sont élevés en anglais mais sont scolarisés en français.

### La Seconde Guerre mondiale
Le 10 mai 1940, la Belgique est envahie par l'Allemagne. Georges Maréchal est affecté à Ypres et à Poperinge. Sachant le retour vers Bruxelles hautement improbable, la famille entière décide, comme des milliers d'autres, de prendre le chemin de l'exode et tente de rallier, à pied, la France. Ils restent bloqués trois jours à la frontière et parviennent enfin à Hazebrouck. Elsie Maréchal et son père échappent de peu à un bombardement à proximité de la gare. Comme il s'avère impossible de rejoindre l'Angleterre, la seule issue est alors de rentrer à Bruxelles.
En mars 1941, Elsie Maréchal, alors âgée de 16 ans est en visite chez ses grands-parents paternels qui habitent non loin à Schaerbeek également. Sa tante, qui recherche un lieu sûr pour héberger un pilote anglais tombé sur le territoire belge, sollicite son aide. À cette époque, Georges Maréchal, disposant pour son travail de tous les ausweiss possibles pour se rendre quotidiennement en Flandre, est déjà investi dans la résistance et effectue du renseignement militaire pour le réseau Luc-Marc. Les parents acceptent et leur domicile du 162 de l'Avenue Voltaire devient une safe house du Réseau Comète. Un premier aviateur, Ivan Davies, nom de code "Melbourne" est hébergé, il s'agit d'un membre d'un équipage de bombardier Halifax.

### Le réseau Comète
À l'occasion de l'évacuation d'un pilote anglais la famille Maréchal rencontre la jeune Andrée De Jongh, Dédée, la fille de Frédéric De Jongh.

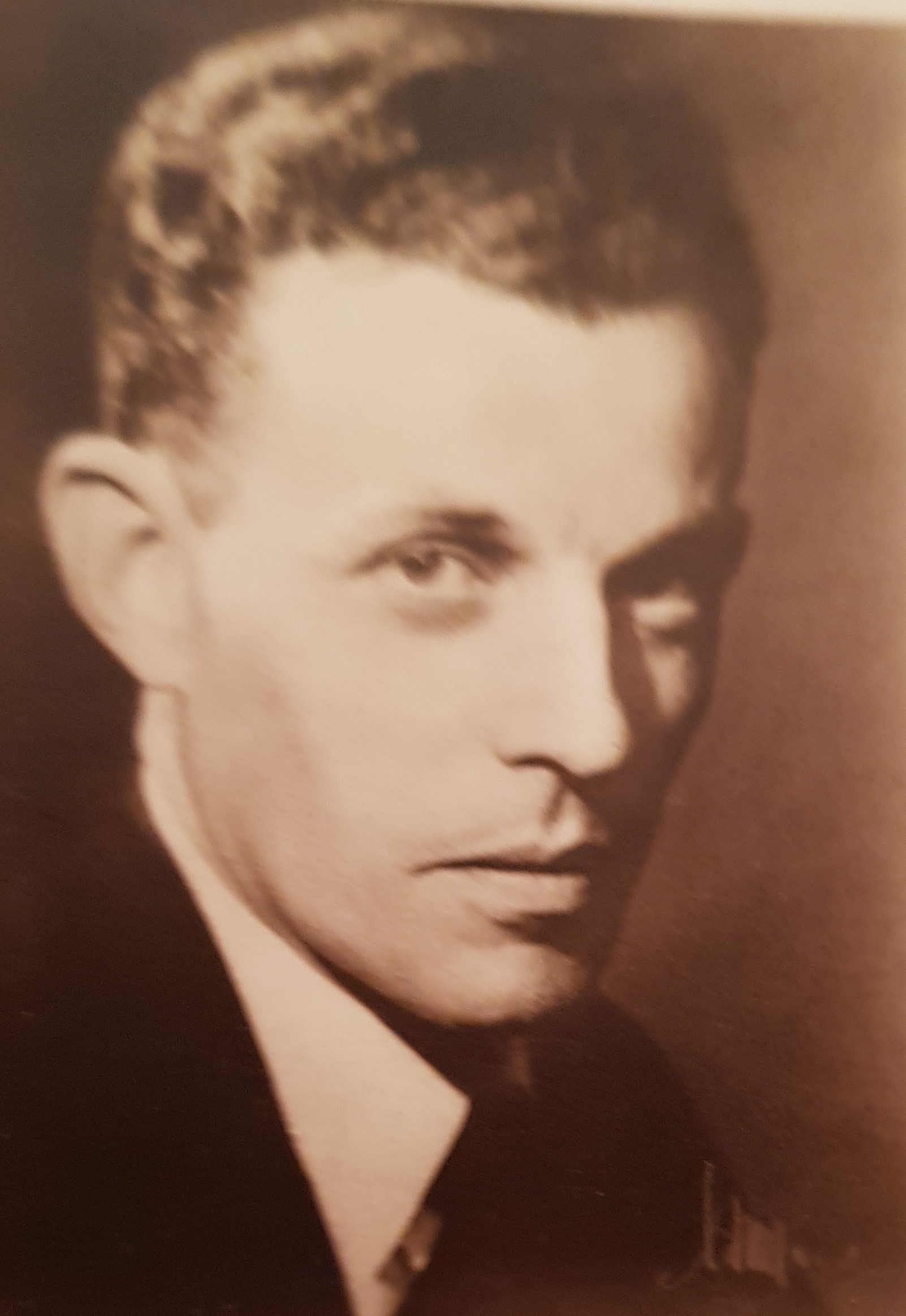
Jean Greindl alias « Némo » dans le Réseau Comète.

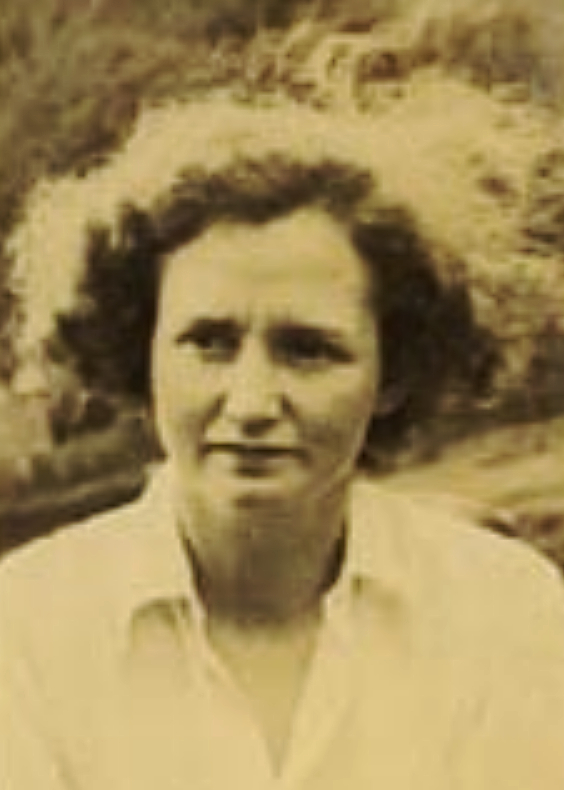
Peggy Van Lier alias « Michèle » ou « Mitchell » dans le Réseau Comète.

En mai 1942, une vague d'arrestations survient ; plus d'une centaine de membres du réseau Comète est arrêtée. Le réseau doit être remis sur pied. Le directeur de la cantine suédoise qui vient en aide aux enfants démunis, Jean Greindl, est pressenti pour reprendre la coordination bruxelloise du réseau. Il sollicite Elsie Maréchal pour travailler pour le réseau durant les deux mois d'été. Avec l'accord de ses parents, elle accepte et, par la suite, postpose d'une année ses études pour poursuivre son action au côté de Jean Greindl. Elle est formée par la résistante Peggy Van Lier.
Elsie Maréchal transmet des messages à travers Bruxelles aux différents membres du réseau. Elle recherche des lieux d'hébergement et, en raison de son bilinguisme, procède aux interrogatoires de pilotes britanniques pour vérifier la véracité de leurs récits.
Les messages sont déposés chez une commerçante de Schaerbeek, Nelly Deceuninck, chez qui ils peuvent être aisément récupérés sans éveiller de soupçons. Elsie Maréchal est ainsi informée quelques jours auparavant de l'arrivée de colis qu'elle prend en charge à un lieu convenu, le parvis de l'église Saint-Joseph, Square Frère-Orban. Là, elle questionne en anglais les aviateurs afin de débusquer d'éventuels agents infiltrés. Elle leur pose des questions factuelles sur le type d'avion, le nombre de membres d'équipage, etc. mais également des questions très précises que seuls les membres de la Royal Air Force peuvent connaitre. Une fois le test réussi, elle les conduit au domicile familial. Ils restent hébergés le temps d'organiser leur exfiltration via Valenciennes, Paris, Bayonne, et, après le passage des Pyrénées, vers le consulat de Bilbao où ils sont pris en charge par le MI9 et conduits à Gibraltar via Madrid en voiture diplomatique au travers de l'Espagne franquiste.

### Le 18 novembre 1942
Le 18 novembre 1942, deux hommes se faisant passer pour des pilotes américains sont amenés à la maison de la famille Maréchal, en dépit des procédures habituelles. Elsie Maréchal les interroge et leurs réponses incohérentes éveillent ses soupçons. Elle quitte la maison pour prendre conseil et, à son retour, est arrêtée par 8 agents de la Geheime Feldpolizei, déjà sur place. Sa mère est arrêtée également ainsi que Robert et Georges Maréchal à leur retour,,,,,.

Elsie Maréchal tente de tromper les policiers en prétextant un rendez-vous avec son chef à 17 heures. Les policiers allemands l'y conduisent. Elle tente de s'enfuir mais est à nouveau arrêtée et emmenée rue Traversière au siège de la Geheime Feldpolizei pour être interrogée. Elle est rejointe par son père et emmenée à la Prison de Saint-Gilles pour y être incarcérée.

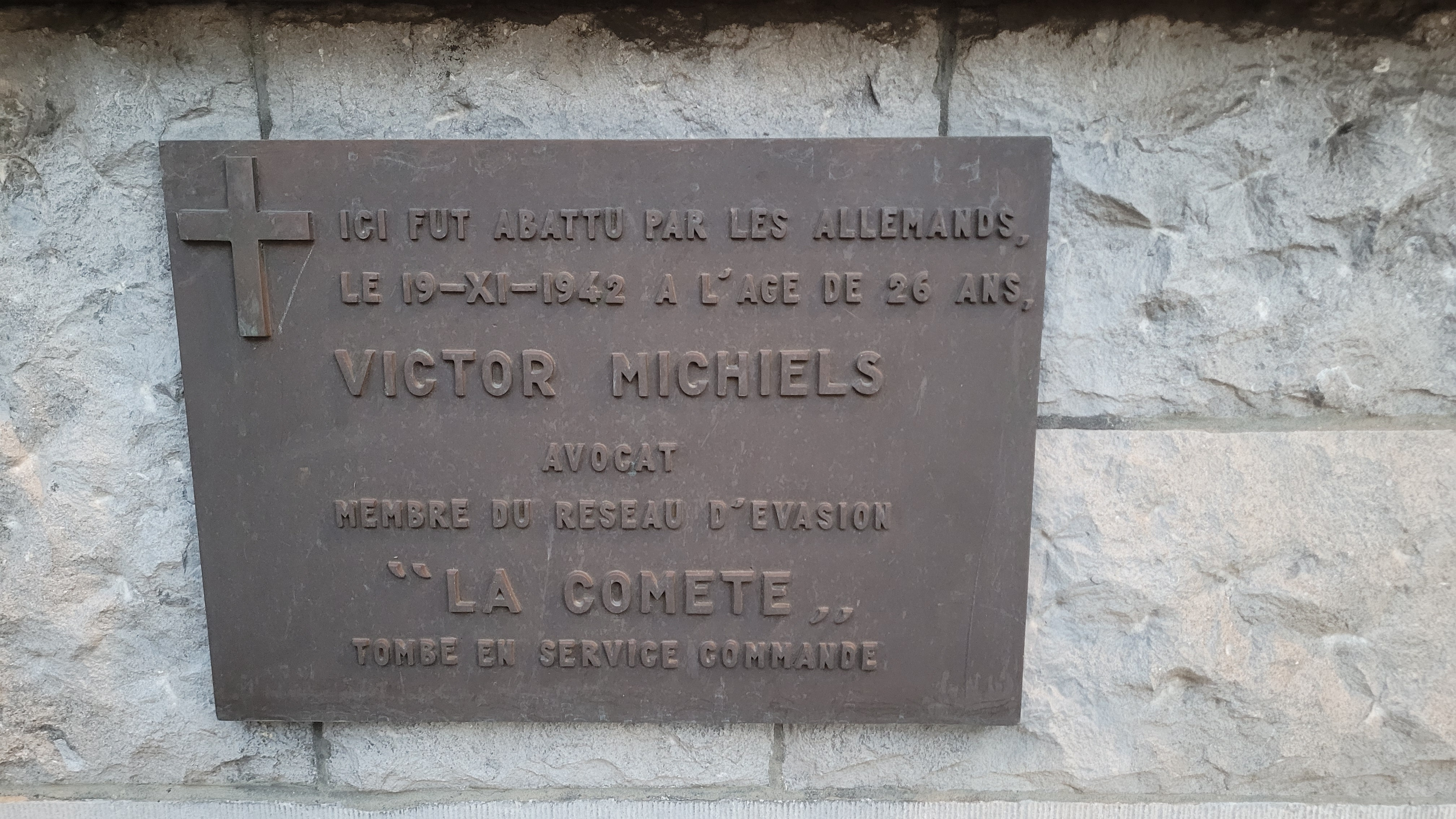
Plaque commémorative, à l'angle de l'Avenue Voltaire et de l'Avenue Ernest Renan, à l'emplacement où fut abattu Victor Michiels.

D'autres personnes sont appréhendées à leur arrivée au domicile des Maréchal dont Elvire Morelle et Peggy Van Lier. Victor Michiels est abattu alors qu'il essaie de s'enfuir. ,,.,.
Le guide de Namur qui avait conduit les deux pseudo-pilotes américains, Albert Marchal, est arrêté et fusillé au Tir national, le même jour que Georges Maréchal, le 20 octobre 1943.
En deux jours, près de cent personnes sont arrêtées.

#### Interrogatoires et jugement

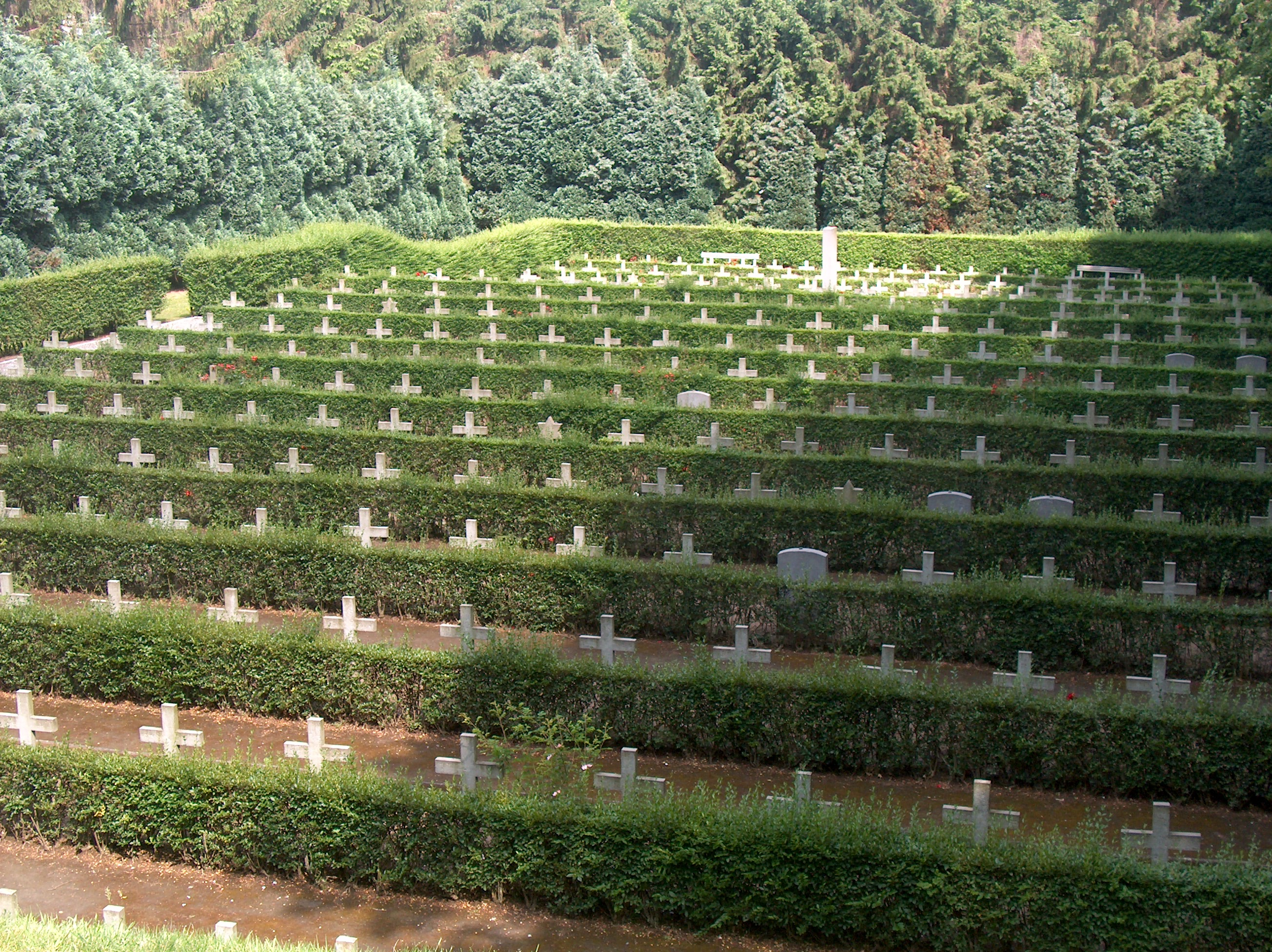
L'enclos des fusillés au Tir national où Georges Maréchal est exécuté le 20 octobre 1943.

Le lendemain de leur arrestation, Elsie Maréchal et sa mère sont emmenées pour des formalités administratives puis placées "au secret" , séparément. La journée, elles sont fréquemment emmenée à la Rue Traversière pour interrogatoire. Elsie Maréchal est rouées de coup à plusieurs reprises, jusqu'à l'évanouissement mais elle ne donne aucun nom. Robert Maréchal est libéré, après 2 mois de détention, fin janvier 1943. Elsie Maréchal réussit à communiquer avec sa mère en laissant de petits messages dans un interstice du mur bordant la promenade qu'elles effectuent seules chaque jour. De cette manière, elles peuvent faire converger leurs fausses déclarations pour les rendre davantage plausibles. Les policiers allemands estiment que Georges Maréchal n'est pas informé des activités menées par sa femme et sa fille mais il est tenu pour responsable en tant que chef de famille.
Elsie Maréchal est piégée par un prêtre qui lui remet un billet supposément écrit par Jean Greindl. Elle lui répond sur une feuille de papier à cigarette qu'elles n'ont pas parlé et qu'il peut continuer son action, qu'elles n'ont fait que raconter des mensonges. Le lendemain, elle est frappée à l'œil et est pendue par les cheveux puis  ramenée à la prison.

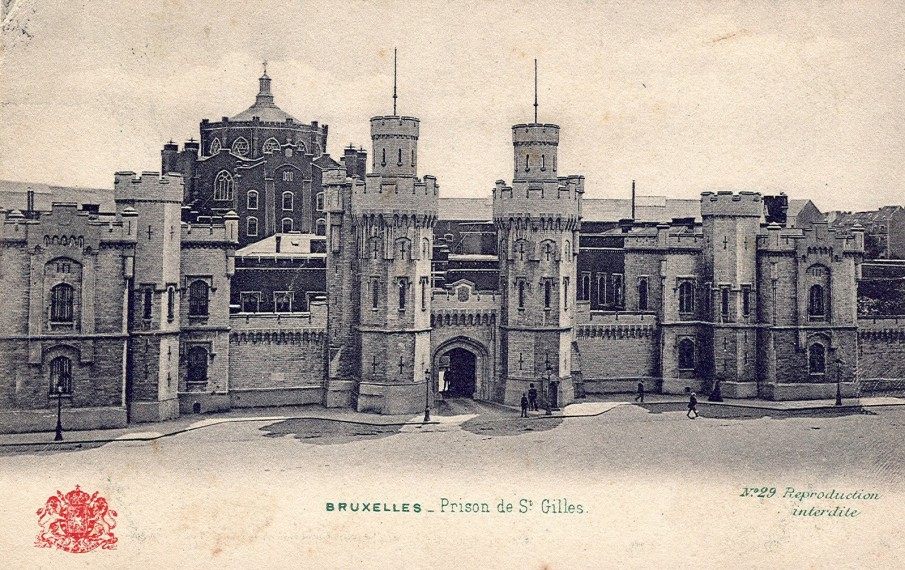
La prison de Saint-Gilles où étaient incarcérés les membres bruxellois du Réseau Comète.

En attendant le procès, Elsie Maréchal, sa mère et Nelly Deceuninck sont sorties de leur isolement et placées dans la même cellule. Le 15 avril 1943 se déroule une parodie de jugement. Elles sont rejointes par Georges Maréchal dans le box des accusés face à un tribunal militaire de la Luftwaffe. Un avocat allemand, qu'aucun d'eux n'a pu rencontrer auparavant, leur est assigné. Sa plaidoirie dure moins de 5 minutes. Sans conviction, il plaide l'acquittement par défaut de preuves suffisantes. Le procès est mené au pas de charge et en moins de deux heures, les 4 prévenus sont condamnés à mort avec la possibilité d'introduire un recours en grâce. Ce qui est fait. Les prisonniers sont ensuite reconduits à la prison de Saint-Gilles.
Elsie Maréchal obtient, contre toute attente, de pouvoir partager la même cellule que sa mère puisque de toute façon, elles étaient condamnées à mort. Les conditions de détention s'adoucissent quelque peu, avec autorisation de colis et de visites. Robert leur rend visite, il s'occupe de leur linge et a la tâche préalable de trouver les messages cousus dans les doublures des vêtements et de les remettre à leurs destinataires. La Reine Elisabeth et d'autres personnalités intercèdent en faveur des membres du réseau .
Le 20 octobre 1943, Georges Maréchal et dix autres détenus, sont conduits au Tir national et y sont exécutés,.
Le 31 décembre 1943, Elsie Maréchal, sa mère et Nelly Deceuninck sont désignées pour la déportation .

### Déportation
Elsie Maréchal et sa mère sont déportées le 1er janvier 1944 au départ de la gare de Bruxelles-Midi. Leur train fait une première halte à Aix-la-Chapelle où elles sont incarcérées pendant une semaine. Puis il repart pour la prison de Waldheim où elles restent plusieurs mois. Les condamnés à mort sont mis à l'écart, ils ne fréquentent pas les autres prisonniers, ils ne peuvent recevoir ni colis, ni visite. Les conditions sanitaires sont déplorables, la nourriture rare. Les prisonnières sont contraintes de travailler douze heures par jour. Elsie Maréchal souffre de furoncles et contracte ensuite la scarlatine mais elle parvient à se rétablir après trois mois.
À la fin du mois de juin 1944, Elsie Maréchal, sa mère et Nelly Deceuninck s'attendent à être transférées à Dresde pour y être décapitées. Mais, après un très long voyage à travers l'Allemagne et la Pologne, elles arrivent finalement à Cottbus au sud-est de Berlin où règne la sous-alimentation. Elles sont extrêmement faibles et deviennent squelettiques.
En novembre 1944, les prisonnières sont transférées par groupe de 40 à 50 détenues vers Ravensbrück.

« Nous allions mourir de misère, de faim et d'épuisement. J'avais l'impression qu'un horrible diable nous suivait. Mais quand nous sommes arrivés à Ravensbrück, c'était le pire. La première chose que j'ai vue était un chariot avec tous les morts entassés dessus. Leurs bras et leurs jambes pendants, et leurs bouches et leurs yeux grands ouverts. Ils nous ont réduits à néant. Nous n'avions même pas l'impression que nous avions la valeur d'un bétail. Vous travailliez et vous mourriez. »

— Joe Shute, « The secrets of the Comet Line », The Daily Telegraph, 15 mars 2013, p. 31
Le 1er mars 1945, Elsie Maréchal est emmenée, avec 3000 autres détenues en direction de Mauthausen en Autriche, en camion et à pied. Le camp est surpeuplé et la nourriture rare. Un groupe de 1200 femmes dont Elsie Maréchal et sa mère sont transférées à la carrière et sont logées dans un ancien dépôt de munition.
Elsie Maréchal et sa mère sont évacuées par la Croix-Rouge suisse. Elles traversent l'Autriche et l'Allemagne et atteignent Saint-Gall puis sont envoyées à Lyon pour prendre un train vers Mons. De là elles prennent le premier train pour Bruxelles où elles arrivent le 1er mai 1945.

### Après-guerre
À son retour de déportation, Elsie Maréchal a 21 ans, elle pèse à peine plus de 30 kilos et les médecins lui prédisent de conserver une invalidité d'environ 15 %. Elle s'inscrit pour deux années de formation pour devenir physiothérapeute..
En octobre 1947, elle s'installe avec sa mère et son frère dans un petit appartement. À l'été 1948, lors d'une visite familiale en Angleterre, Elsie Maréchal développe une pleurésie et est envoyée en Suisse pour y être soignée. Elle ne rentre à Bruxelles que plusieurs mois plus tard. Elle se marie et s'installe avec son mari à Bruxelles. En 1954, elle s'établit au Congo et par la suite au Burundi. avant de revenir en Belgique en 1962 et s'installe à Rixensart,.
Elsie Maréchal décède, le 21 juin 2022 à Walhain-Saint-Paul, à l'âge de 98 ans. Elle est inhumée, lors d'une cérémonie solennelle dans le carré d'honneur des Anciens combattants du cimetière de Schaerbeek.

## Personnes aidées par la famille Maréchal
- Edward Bradshaw "Ted"[37]
- Henri Bridier
- Robert Brown[37]
- Jack Edward Cope[37]
- Ivan Henry Davies "Melbourne"[37]
- John Lewis Griffiths "Jack"[37]
- Lorne Edward Kropf[37]
- Dalton Charles Monce[37]
- Charles Morelle[Notes 1]
- Pyotr Kuzmitch Pinchuko[37]
- Earl Georges Price[37]
- William Samuel Oliver Randle "Bill"[37]
- Alekseï Evdokimovitch Stadnik[37]
- Ralph Van den Bok[37]
- Anton Wasiak (Wosiack)[37]
- Jack Andrew Winterbottom (Winterton)[37]

## Reconnaissances
À l'occasion de son décès, la commune de Schaerbeek envisage de donner le nom d'Elsie Maréchal à une rue.